# Клацкалица
Клацкалица је једноставна направа намијењена за дјечју игру која ради на принципу полуге. У основи, то је греда која је на средини (у тачки тежишта) причвршћена на основу и уздигнута изнад тла неколико десетина центиметара. На крајевима греде се налазе сједишта или само простор предвиђен за сједање, са било каквом врстом ручке за коју се дјеца могу држати. Дјеца сједају у сједишта, ногама додирују тло и одгурују се од њега наизмјенично, тако да се наизмјенично налазе високо у ваздуху или ниско према тлу.
Наизмјенично помјерање се назива „клацкање“ и забавља учеснике у игри. Када се игра прекида, учесници морају стати и изравнати греду, како би сишли са сједишта без проблема. У супротном, нагло напуштање сједишта, због нарушене равнотеже, води ка паду играча који остаје на клацкалици. Клацкалице се, зато, често постављају изнад мекане површине, као што је трава или пиљевина.
Клацкалица је код дјеце омиљена и зато што се лако може импровизовати. Једноставним полагањем дуже даске на основу може се направити проста клацкалица.